# 髄鞘切痕
髄鞘切痕（ずいしょうせっこん）とは、髄鞘の所々にみられる軸索まで及ぶ斜めの切れ目のこと。髄鞘の絞輪間部は連続した円筒ではなく、これによって分節に分断されている。この切痕は、髄鞘の層板間の局所的解離であり、層板間の鞘細胞の細胞質がいくぶんか厚くなっているだけで髄鞘が離断しているのではなく、層板構造はランビエ絞輪まで連続している。
機能は十分に解明されていないが、種々の物質の透過通路として役割が果たされていると考えられている。
髄鞘染色を施した神経線維標本、偏光顕微鏡では生きた神経線維でも髄鞘切痕を観察することが出来る。